# Alexander Granko Arteaga
Alexander Enrique Granko Arteaga (Puerto Cabello, 25 de marzo de 1981) es un militar venezolano con el grado de coronel de la Fuerza Armada Nacional Bolivariana (FANB). Es conocido por pertenecer a la Dirección General de Contrainteligencia Militar (DGCIM) y haber participado en diversas operaciones de represión por la seguridad nacional en la presidencia de Nicolás Maduro.
Ha sido señalado en informes de Naciones Unidas por múltiples violaciones de derechos humanos, incluidos actos de tortura y trato cruel, incluyendo la muerte del capitán de la Armada venezolana Rafael Acosta Arévalo bajo custodia de la DGCIM. Granko ha sido objeto de sanciones por parte de la Unión Europea y Estados Unidos desde 2019, año en el que fue asesinado Acosta Arévalo.

## Biografía

### Inicios
Nace en la ciudad venezolana de Puerto Cabello, estado Carabobo. Ingresó como cadete en agosto de 1998, en la Academia Militar de la Guardia Nacional Bolivariana (AMGNB), donde se graduó como licenciado en ciencias y artes militares en 2003, entre los primeros de su promoción, «Batalla Mata de la Miel».
Granko Arteaga comenzó su carrera militar trabajando en el Comando Regional 9 en Puerto Ayacucho y en la cárcel del internado judicial de Carúpano, estado Sucre. Posteriormente, se desempeñó como jefe de contrainteligencia a nivel nacional de la Guardia Nacional Bolivariana (GNB) en la Dirección de Inteligencia Militar de la Guardia Nacional Bolivariana.

### Guardia de Honor Presidencial
Más tarde, fue seleccionado para formar parte de la Guardia de Honor Presidencial del entonces presidente Hugo Chávez, donde integró el tercer anillo de seguridad durante tres años. Durante este periodo, formó una estrecha amistad con Iván Rafael Hernández Dala, quien luego sería director de la Dirección General de Contrainteligencia Militar (DGCIM). Granko Arteaga solicitó a Chávez ser nombrado oficial de seguridad de una de sus hijas, y el presidente accedió a su petición.

### Dirección General de Contrainteligencia Militar
Granko Arteaga inició su trayectoria en la DGCIM como capitán y asistente de la “Ayudantía”, siendo responsable de llevar la maleta de Hernández Dala y de fungir como jefe de su escolta. Gracias a su cercanía y confianza con Hernández Dala, en 2017 fue nombrado jefe de la Ayudantía General y de la Dirección de Asuntos Especiales (DAE), un grupo de choque que no figura en la jerarquía formal de la DGCIM.

### Operación Gedeón
El 15 de enero de 2018, con el cargo de Mayor Alexander Granko Arteaga dirigió la operación en la que resultó muerto el piloto Óscar Pérez junto con al menos otras seis personas durante la masacre de El Junquito, un evento que incrementó su relevancia dentro de la DGCIM, junto al Mayor Rafael Enrique Bastardo Mendoza, exdirector de las extintas Fuerzas de Acciones Especiales (FAES) actual DAET, Granko estuvo implicado en operaciones junto a las fuerzas del Estado ejecutando sumariamente al exinspector de policía rebelde Óscar Pérez y sus acompañantes, según la Comisión Interamericana de Derechos Humanos.

### Ascensos y cargos
El 1 de julio de 2020, Nicolás Maduro lo ascendió de Mayor a Teniente Coronel en la categoría de Oficial de Comando. El 29 de agosto de 2022, Granko Arteaga fue nuevamente ascendido en la DGCIM Boleíta, detentando el cargo de Director de la Dirección del Despacho. Como jefe de la DAE, Granko Arteaga recibía órdenes directas del director general de la DGCIM, Hernández Dala, y también mantenía una cercanía significativa con Maduro, a quien reportaba directamente. En 2024, es nombrado con el grado de coronel, que oficialmente es ascendido el 30 de junio.

## Denuncias y sanciones
Ha sido señalado por ser responsable de múltiples violaciones de derechos humanos, incluidos actos de tortura y trato cruel, según informes de Naciones Unidas y la Corte Penal Internacional. Granko ha sido objeto de sanciones por parte de la Unión Europea y Estados Unidos desde 2019, relacionadas con la muerte del funcionario Rafael Acosta Arévalo bajo custodia de la DGCIM.
Granko Arteaga durante su estadía en la Unidad de Asuntos Especiales (DAE) de la Dirección General de Contrainteligencia Militar (DGCIM) en Venezuela, se ha reportado un aumento significativo en las prácticas de tortura y violaciones de derechos humanos. Los métodos utilizados incluyen palizas, asfixia, descargas eléctricas y privación del sueño, con el objetivo de obtener confesiones o información de los detenidos, muchos de los cuales son militares, civiles y presos políticos. Las víctimas son a menudo acusadas de traición o corrupción sin pruebas suficientes, y sus derechos fundamentales son sistemáticamente violados durante el proceso de detención e interrogatorio.

## Acusaciones de negocios y actividades empresariales fradulentas
Alrededor del coronel Alexander Granko Arteaga, se ha formado un conglomerado empresarial que incluye aproximadamente 30 empresas en diversos sectores como agropecuario, ferreterías, supermercados, metalurgia, hoteles y cooperativas. Pese a estar sancionado por Estados Unidos desde 2019, su esposa y su familia política han logrado abrir nuevas empresas en Florida. Uno de estos negocios es el Beer & Food Truck, ubicado en Puerto Cabello, estado Carabobo, conocido por su amplia variedad de productos importados y su ambiente nocturno. El negocio es gestionado por Yurima Ferreira, Yhuryseck y María de los Ángeles Escalante Ferreira, respectivamente suegra, esposa y cuñada de Granko. En Miami, una firma homónima fue registrada el 18 de julio de 2022 bajo los nombres de Najdi Valentina Millán Longart, Vicente José de Abreu Godoy y María de los Ángeles Escalante Ferreira, quienes también están vinculados a otras empresas en la misma dirección en Doral, Florida. Estas actividades empresariales coinciden con la imposición de sanciones a Granko por parte de Estados Unidos y la Unión Europea debido a su implicación en torturas, detenciones arbitrarias y otros crímenes bajo el régimen de Nicolás Maduro. Además de Beer & Food Truck, el entorno de Granko ha registrado otras empresas como E & F Servicios Generales Corp, Multiservicios Generales S & S Corp y Multiservicios GEF LLC, todas domiciliadas en la misma dirección de Doral.

## Vida personal
Entre sus hijos, uno se encuentra entre los jugadores más jóvenes de la liga FutVe, la primera división del fútbol venezolano. Para el momento en el que iba a jugar en la Copa Libertadores en febrero de 2025 tenía 16 años.